# Arctosa daisetsuzana
Arctosa daisetsuzana là một loài nhện trong họ Lycosidae.
Loài này thuộc chi Arctosa. Arctosa daisetsuzana được Kendo Saito miêu tả năm 1934.